# John Andretti
John Andrew Andretti (Bethlehem, 12 de março de 1963 – 30 de janeiro de 2020) foi um automobilista estadunidense de origem italiana. John foi considerado um dos pilotos americanos mais versáteis da história com vitórias em carros da NHRA Top Fuel Dragsters, de longa duração (endurance), na NASCAR, e única vitória na CART, em Surfers Paradise, Austrália, 1991 (primeira prova na Oceania) e sua melhor classificação final foi o 8º lugar em 1991 e 1992. John também esteve em doze 500 Milhas de Indianápolis: 1988, 1989, 1990, 1991, 1992, 1993, 1994, 2007, 2008, 2009, 2010 e 2011. Seu melhor resultado foi o 5º lugar em 1991.
Correu a Indy Racing League de 2007 até 2011.

## Família Andretti
O pai de John, Aldo Andretti, teve sua carreira encurtada devido a um acidente de corrida. John tem um irmão chamado Adam Andretti que também é piloto; é sobrinho de Mario Andretti e primo de Michael e Jeff. A família Andretti foi a primeira a ter quatro parentes: (Mario, Michael, Jeff e John) em uma mesma categoria (CART).

## Morte
Andretti morreu no dia 30 de janeiro de 2020, aos 56 anos, em decorrência de um câncer colorretal.

## Resultados

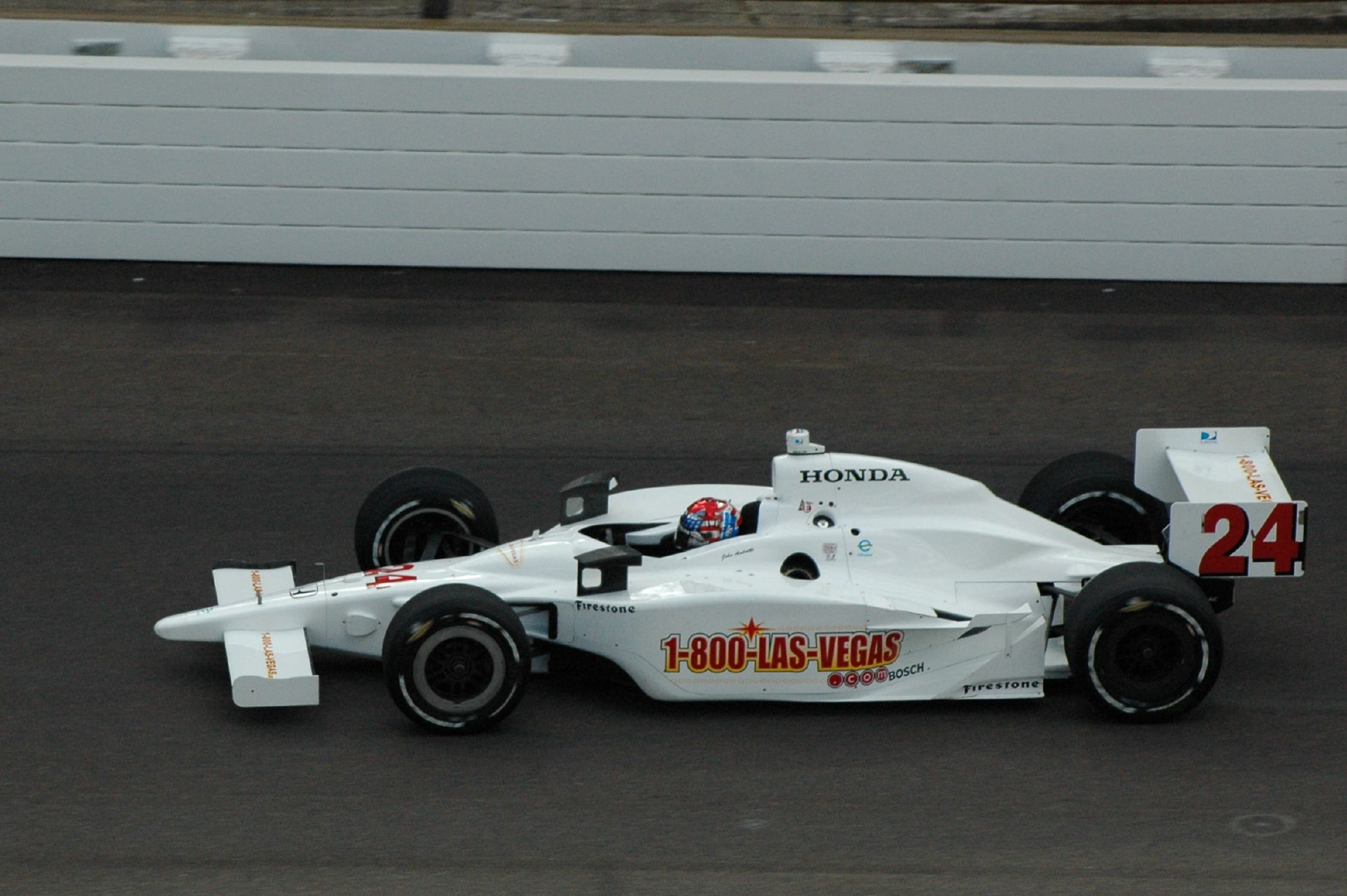
John Andretti no carro #24 da Roth durante treinos para 500 Milhas de Indianápolis de 2008.

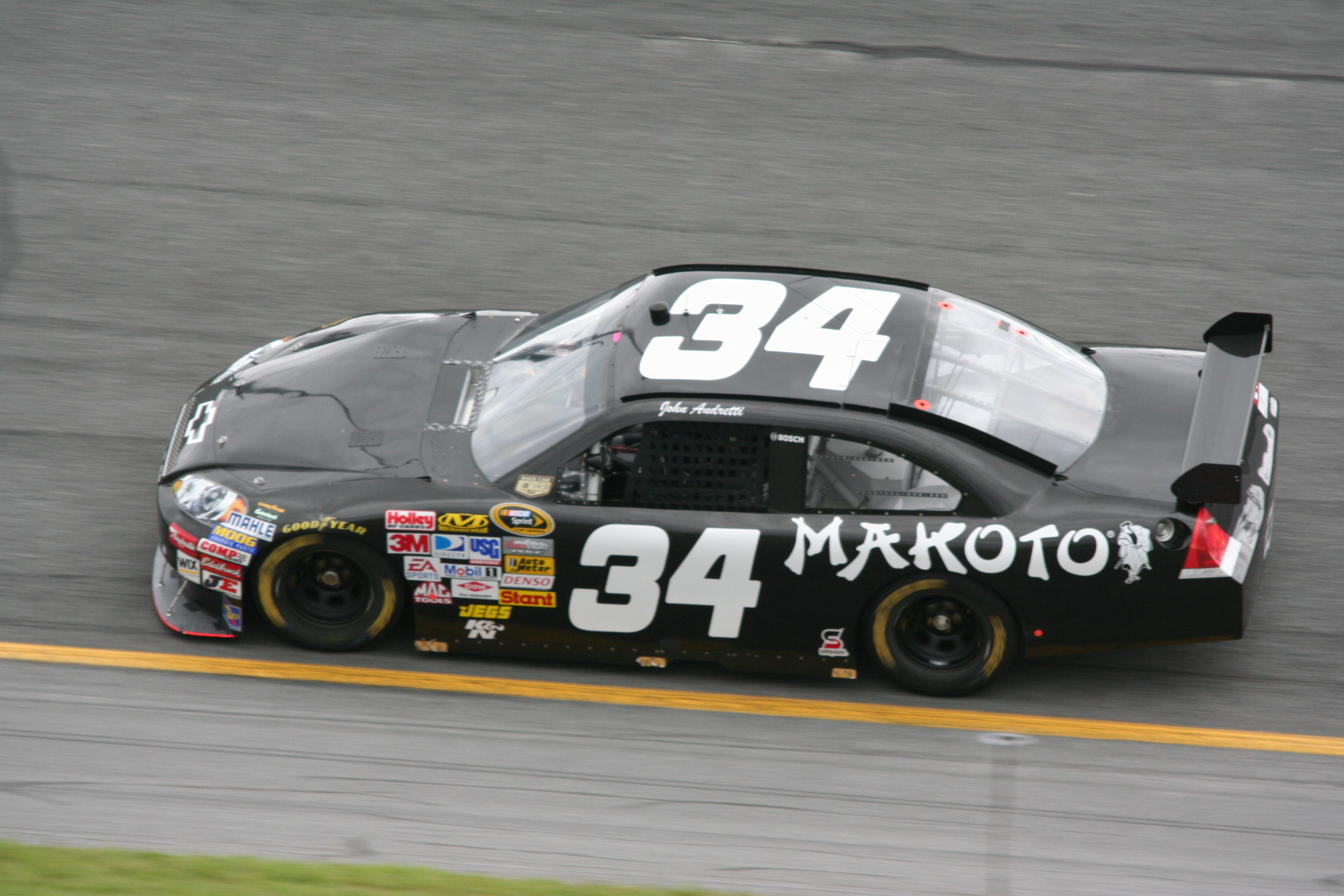
Carro de John Andretti na NASCAR em 2008.

| Ano  | Equipe  | 1   | 2   | 3   | 4   | 5       | 6      | 7      | 8      | 9   | 10  | 11  | 12  | 13  | 14  | 15  | 16  | 17  | Pos. | Pontos |
| ---- | ------- | --- | --- | --- | --- | ------- | ------ | ------ | ------ | --- | --- | --- | --- | --- | --- | --- | --- | --- | ---- | ------ |
| 2007 | Panther | HMS | STP | JPN | KAN | IND Ret | MIL    | TXS    | IOW    | RIR | WGL | NSH | MDO | MIS | KTY | SNM | DET | CHI | 35º  | 10     |
| 2008 | Roth    | HMS | STP | JPN | LBH | KAN     | IND 16 | MIL 19 | TXS 16 | IOW | RIR | WGL | NSH | MDO | KTY | SNM | DET | CHI | 30º* | 40*    |

* Campeonato em andamento.